# The King of Fighters (película)
The King of Fighters es una película de ciencia ficción y acción de 2009, dirigida por Gordon Chan, producida por Joseph Chou y escrita por Rita Agustine. Fue estrenada en China y Hong Kong el 4 de noviembre de 2009, mientras que en Canadá se estrenó el 31 de agosto de 2010. La película está basada en la serie de videojuegos The King of Fighters y la duración de la película es de 93 minutos.

## Sinopsis
En un museo de Boston, Rugal Bernstein roba tres reliquias: el espejo Kagura, el collar de Yagami y la espada Kusanagi. Él los usa para desaparecer en un portal dimensional y despertar la entidad mítica conocida como la de Orochi, lo que le otorga poderes ilimitados. Sin embargo, la espada se revela como falsa, por lo tanto, la búsqueda de Rugal se retrasa. Mai Shiranui lesiona a Chizuru Kagura por ocultar el paradero de la verdadera espada. Ella también advirtió que sólo ella debe derrotar a Rugal y su novio Iori Yagami no debe estar involucrado.

## Reparto
- Sean Faris - Kyo Kusanagi
- Maggie Q - Mai Shiranui
- Will Yun Lee - Iori Yagami
- Françoise Yip - Chizuru Kagura
- Monique Ganderton - Mature
- Bernice Liu - Vice
- Ray Park - Rugal Bernstein
- David Leitch - Terry Bogard (también es el director de coregrafia)
- Hiro Kanagawa - Saisyu Kusanagi
- Sam Hargrave - Mr. Big

## Recepción y crítica
La película recibió en general críticas sumamente desfavorables, tanto por seguidores como por críticos. Muchas de estas críticas se enfocaron en la falta de continuidad respecto a la historia.